# Guus Hiddink
 Guus Hiddink  ( kiejtés) (Varsseveld, 1947. november 8. –) holland labdarúgó, labdarúgóedző. Legnagyobb edzői sikereként világbajnoki 4. helyet ért el 1998-ban Hollandia, 2002-ben Dél-Korea szövetségi kapitányaként.

## Pályafutása játékosként
Pályafutását ifjúsági játékosként az SC Varsseveld csapatánál kezdte, majd 1967-ben szerződést kötött a De Graafschap csapatával; játékos karrierje legmeghatározóbb csapatával. 1970-ben a PSV Eindhovenhez szerződött, de miután nem tudott állandó helyet szerezni a kezdőcsapatban, egy év múlva visszatért a De Graafschaphoz, és 1976-ig itt is maradt. Kipróbálta magát Amerikában is, a North American Soccer League-ben a Washington Diplomats és a San Francisco Earthquakes csapatainál játszott az USA bajnokságában, miközben játszott  Hollandiában is, ezúttal a NEC Nijmegennél. 1981-ben újra a De Graafschap játékosa lett, egy évvel később befejezte az aktív játékot. Játékosként többnyire középpályás pozícióban játszott.

## Pályafutása edzőként

### Klubedző
Játékos pályafutása legvégén a De Graafschapnál már látott el másodedzői feladatokat, 1983-tól hivatalosan is ebben a pozícióban szerepelt a PSV Eindhovennél. 1987 márciusában vette át a csapat irányítását teljesen. 1988-ban máris hatalmas sikert aratott: a klub történetének első BEK-győzelmét szerezte meg, ezzel az eindhoveni csapat e minőségében is a három nagy részévé válhatott Hollandiában (az Ajax és Feyenoord mellett). 1987 és 1990 között háromszor is holland bajnoki címet szerzett.
1990-ben Törökországba szerződött a Fenerbahçe csapatához, de egy év után távozott, és a Valenciához szerződött.

### Holland válogatott
1995-ben vette át a holland labdarúgó-válogatott irányítását.

### Ismét klubedzőként
1998 nyarán lett a spanyol Real Madrid edzője, ahol Jupp Heynckes munkáját vette át. Fél szezon után, 1999 januárjában a csapat rossz bajnoki teljesítménye miatt elbocsátották. Hiddink ezután Spanyolországban maradt, és a Real Betis csapatánál vállalta el az edzői posztot 2000-ben a szezon hátralevő részére. A klubot a közeledő világbajnokság miatt hagyta el, 2001. január 1-jén a dél-koreai labdarúgó-válogatott irányítását vette át.

### Dél-koreai válogatott
A dél-koreai labdarúgó-válogatottat 2001-ben vette át a holland szakember, ahol a 2002-es labdarúgó-világbajnokságon sikert sikerre halmozott a csapattal, többek között csoportelsőként jutottak tovább, majd a nyolcaddöntőben aranygóllal (2-1) győzték le a 2000-es Eb-ezüstérmes olaszokat, majd a negyeddöntőben 11-es rúgásokkal a spanyolokat is kiejtették, azonban a legjobb négy között kikaptak Németországtól (1-0), a bronzmeccsen pedig Törökországtól kaptak ki (3-2), viszont az ázsiai labdarúgás legnagyobb sikerét könyvelhette el a válogatott az elődöntőbe jutással.

## Sikerei, díjai

### Edzőként

#### Csapatokkal
PSV Eindhoven
- Eredivisie: 1986–1987, 1987–1988, 1988–1989, 2002–2003, 2004–2005, 2005–2006
- KNVB Cup: 1987–1988, 1988–1989, 1989–1990, 2004–2005
- Bajnokok Ligája: 1987–1988

Real Madrid
- Interkontinentális kupa: 1998

Chelsea FC
- FA-kupa: 2009

#### Válogatottal
Hollandia
- 1998-as világbajnokság: Negyedik hely

Dél-Korea
- 2002-es világbajnokság: Negyedik hely

Ausztrália
- 2006-os világbajnokság: Nyolcaddöntő

## Személyes információk
Hiddink hollandul, angolul, franciául, németül, japánul, koreaiul és spanyolul beszél folyékonyan, olaszul kezdőként. Jelenleg oroszul tanul. Családja a holokauszt ideje alatt segítette a zsidókat, ezért Hiddinket  Izraelben nagy tisztelet övezi.

## Külső hivatkozások
- Guus Hiddink Alapítvány Archiválva 2020. szeptember 25-i dátummal a Wayback Machine-ben